# بوزرمن (مصطلح)
بوزرمن أو إزمائيل أو هيسمائيل ("الإسماعيليون") أو سركسن ("الساراسنة")، هو اسم للمسلمين الذين عاشوا في المجر منذ تأسيسها في نهاية القرن التاسع حتى نهاية القرن الثالث عشر. كان البوزرمن جزءًا مهمًا من اتحاد القبائل المجرية [الإنجليزية] السبع.
وبمرور الوقت، انضمت إلى هذا المجتمع مجموعات أصغر من المستوطنين المسلمين. كانوا يعملون في المقام الأول في التجارة والتمويل، ولكن وظَّف ملوك المجر [الإنجليزية] بعضهم مقاتلين. وقد قُيدت حقوقهم تدريجيا منذ تأسيس مملكة المجر المسيحية في القرن الحادي عشر. ومع ذلك، فقد حافظوا على وجود كبير في القرن الثالث عشر، ولكنهم "اختفوا" تدريجيًا بحلول نهاية القرن الثالث عشر بعد الغزوات المغولية للمجر [الإنجليزية]، وقد أصبح جزء منهم بكتاشيين بينما من المرجح أن معظمهم إما قُتل أو اُجبر على اعتناق المسيحية.

## الأصول
الشعب المجري ينحدر من مجموعة من القبائل الهنغارية (مجموعة من الشعوب التركية التي كانت تقطن في منطقة أورو-آسيا، وتحديدًا في المناطق المحيطة ببحر قزوين، شرق سيبيريا، وآسيا الوسطى). في القرن التاسع الميلادي، انتقلوا إلى حوض نهر الدانوب في أوروبا الوسطى. المجريون ارتبطوا بالخزر الذين كانوا مملكة تركية في منطقة القوقاز.
يقال إن أقلية كبيرة من المجريين الفاتحين [الإنجليزية] الذين استقروا في حوض الكاربات كانوا ينتمون إلى الديانة الإسلامية. ومن المرجح أن يكون قد انضم إليهم مسلمون من مجموعات عرقية أخرى هاجروا على مدار القرنين العاشر والثاني عشر. من المرجح أن معظمهم وصلوا من فولجا بلغاريا (طالع: ابن فضلان)، ولكن تشير أسماء الأماكن إلى أن المسلمين (الخيلزيين [الإنجليزية]) وصلوا أيضًا من خوارزم؛ ربما شكل هؤلاء الأخيرون (أو جزء منهم) إحدى القبائل الثلاث من الخوَر [الإنجليزية] ( الخزر ) الذين انضموا إلى اتحاد القبائل المجرية في القرن التاسع.
وقد سجل المؤرخ والجغرافي العربي المسعودي في القرن العاشر أن رؤساء الاتحاد القبلي رحبوا بالتجار المسلمين، بل إن التجار قاموا بتحويل المزيد من المجريين إلى الإسلام. وذكر البكري أيضًا أن المجريين أطلقوا سراح المسلمين الذين وقعوا في الأسر في البلاد المجاورة، بعد دفع الفدية. في القرن العاشر، وصف إبراهيم بن يعقوب التجار المسلمين الذين وصلوا إلى براغ من أراضي المجريين وتاجروا بالعبيد والقصدير. سجل جيستا هنجاروروم [الإنجليزية] أن العديد من المسلمين وصلوا إلى حوض الكاربات من فولجا بلغاريا في عهد تاكسوني، الأمير الأكبر للمجريين ( ق. 955 - قبل 972) واستقروا هناك. ويؤكد عمل الرحالة الأندلسي المسلم أبو حامد الغرناطي الذي أمضى ثلاث سنوات في المملكة (1150-1153) أن المسلمين الذين يعيشون في مملكة المجر كانوا يتألفون من مجموعتين: الخوارزميين والمغاربة (بوزرمن ). وقد أوكل إليه الملك جيزا الثاني ملك المجر مهمة تجنيد الجنود من بين المغاربة (بوزرمن ) الذين يعيشون شرق حوض الكاربات. ذكر المؤرخ البيزنطي يوحنا كيناموس [الإنجليزية] أن محاربي الكاليز تم أسرهم أثناء الحرب بين المملكة والإمبراطورية البيزنطية في عام 1165 ونقل الإمبراطور مانويل الأول كومنينوس بعضهم إلى الأراضي البيزنطية.

## الأراضي الإسلامية في مملكة المجر
قام المسلمون بتأسيس عدد من المستوطنات في مختلف أنحاء حوض الكاربات. عاشت أكبر مجتمعاتهم في الأجزاء الجنوبية من مملكة المجر في سيرميا وفي المنطقة التي يلتقي فيها نهر درافا مع نهر الدانوب. عاشت مجموعات كبيرة أخرى من المسلمين في مدينة بشت وما حولها (خاصة بعد هجرة النبلاء البلغار المسلمين بيلا وباكس)، وفي نيرسيج (حول هايدوبوسزورميني [الإنجليزية]) وحول نيترا (المجرية: Nyitra). وذكر الجغرافي العربي ياقوت الحموي أن المسلمين القادمين من مملكة المجر كانوا يدرسون في حلب في بداية القرن الثالث عشر. وصل الطلاب إلى حلب من منطقة حدودية للمملكة حيث وردت تقارير عن وجود 30 قرية مسلمة.

## حياة المسلمين في المملكة
كان معظم المسلمين في مملكة المجر يعملون بالتجارة وكانوا أغنياء بما يكفي لاستئجار الممتلكات الملكية في القرن الثالث عشر. وكان المسلمون الآخرون يعملون في جيش الملك ويشاركون في الحروب ضد الإمبراطورية البيزنطية. يثبت عمل ياقوت الحموي أن السكان المسلمين كانوا يتحدثون اللغة المجرية بحلول بداية القرن الثالث عشر.
وفي النصف الثاني من القرن الحادي عشر، أصدر ملوك المجر مراسيم ملكية اضطهدت المسلمين، وطالبتهم باعتناق المسيحية. أمر الملك لاديسلاوس الأول ملك المجر بإزالة المسلمين الذين اعتنقوا الإسلام واستمروا في اتباعه من مستوطناتهم الأصلية. أمر الملك كولومان ملك المجر بأن يقوم كل مستوطنة إسلامية ببناء كنيسة، ومنع الزواج بين المسلمين وتقليل أنسابهم. ومن المرجح أن الملوك حظروا أيضًا في القرن التالي بناء الجدران حول المستوطنات الإسلامية لتُصبح سهلة التدمير في الغارات الخارجية.
بحلول عهد الملك جيزا الثاني (1141-1162)، لم يعد بإمكان شعب الكاليز ممارسة عقيدتهم إلا في سرية تامة. وكان الجنود "المغاربة" يعتنقون الإسلام علانية، إلا أن أبا حامد الغرناطي هو الذي علمهم العديد من التقاليد الإسلامية. وبناء على طلبه، سمح الملك لـ"المغاربة" بأن يكون لهم زوجات.

## المسلمون في القرن الثالث عشر
حظر الثور الذهبي [الإنجليزية] للملك أندرو الثاني توظيف المسلمين في أي وظائف مالية كعمال سك النقود وجامعي ضرائب. لكن الملك استمر في توظيفهم في إدارته في وظائف أقل. في 3 آذتر 1231، طلب البابا غريغوري التاسع من أساقفة المملكة الاحتجاج على هذه الممارسة، وسمح لهم باستخدام العقوبات الكنسية لهذا السبب. وفي العام نفسه، اضطر الملك أندرو إلى تأكيد أحكام الثور الذهبي، لكنه استمر في توظيف المسلمين. ولذلك، في 25 شباط 1232، وضع رئيس الأساقفة روبرت الإسترغومي [الإنجليزية] مملكة المجر تحت الحظر الكنسي [الإنجليزية] وحرم بعض كبار الشخصيات الملكية. أرسل البابا غريغوري التاسع مبعوثًا إلى المملكة والذي توصل إلى اتفاق [الإنجليزية] مع الملك أندرو في 20 أغسطس 1233 في بيريغ [الإنجليزية]. وبموجب الاتفاق، لم يكن للمسلمين واليهود الحق في تولي المناصب الملكية وكانوا ملزمين بارتداء ملابس مميزة ويجب أن تُهدم دُورهم. ولكن الملك لم ينفذ بعض بنود الاتفاق ولذلك تم طرده من الكنيسة، على الرغم من أنه سرعان ما تمت تبرئته. في 10 كانون الأول 1239، سمح البابا جريجوري التاسع للملك بيلا الرابع ملك المجر بتأجير عائداته لغير المسيحيين بأسعار باهظة.
ومع ذلك، بعد الغزو المغولي للمملكة (1241-1242) أصبحت الإشارات إلى المسلمين في المملكة نادرة. في عام 1290، عيّن الملك لاديسلاوس الرابع ملك المجر المسلم السابق ميزسي [الإنجليزية] في منصب بالاطين.
تم الحفاظ على طائفة بوزرمن كاسم عائلة وفي أسماء المواقع الجغرافية، مثل هايدوبوسورمين [الإنجليزية] و بيركبوسورمين [الإنجليزية].

## طالع أيضًا
- بيسيرميان [الإنجليزية]
- الإسلام في المجر
- إسماعيل